# Hysteropezizella lyngei
Hysteropezizella lyngei är en svampart som först beskrevs av Lind, och fick sitt nu gällande namn av John Axel Nannfeldt 1932. Hysteropezizella lyngei ingår i släktet Hysteropezizella, ordningen disksvampar, klassen Leotiomycetes, divisionen sporsäcksvampar och riket svampar.   Inga underarter finns listade i Catalogue of Life.